# UHF
UHF (siglas del inglés: Ultra High Frequency) o frecuencia ultraalta es una banda del espectro electromagnético que ocupa el rango de frecuencias de 300 megahercios a 3 gigahercios. En esta banda se produce la propagación por onda espacial troposférica, con una atenuación adicional máxima de 1 decibelio si existe despejamiento de la primera zona de Fresnel.

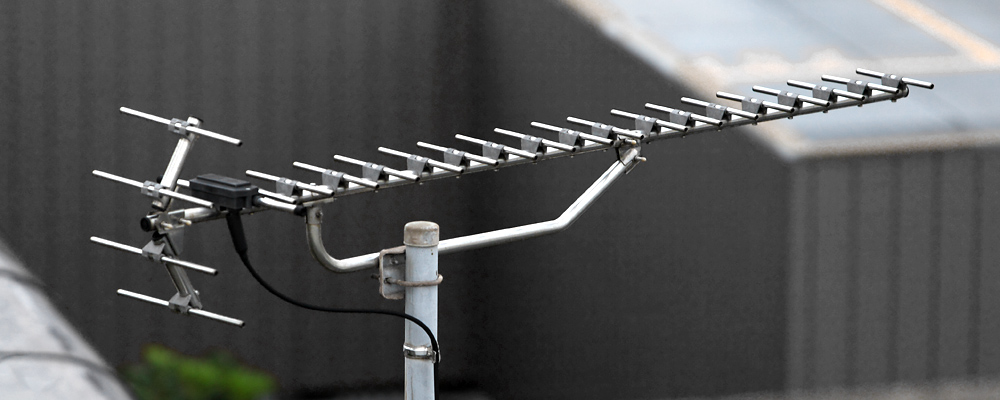
Una antena de televisión UHF en la azotea de una vivienda.

Debido a la tecnología utilizada, el nombre se usó en España también para referirse al canal La 2 de TVE hasta 1990, habiendo caído esta nomenclatura progresivamente en desuso en los últimos años.

## Sistemas

### Televisión
Uno de los servicios UHF más conocidos por el público son los canales de televisión tanto locales como nacionales. Según los países, algunos canales ocupan las frecuencias entre algo menos de 470 MHz y unos 790 MHz (en España, desde la disposición 4845 para dejar libre el rango de 790-862 MHz a la tecnología 4G y 5G). Actualmente se usa la banda UHF para emitir la Televisión Digital Terrestre (TDT).

### Radios para uso no profesional
En Estados Unidos y otros países americanos, existe el servicio FRS, que permite a particulares utilizar transmisores portátiles de baja potencia para uso no profesional. Sus equivalentes en Europa son los radiotransmisores de uso personal PMR446.
Los radioaficionados también cuentan con dos bandas UHF:
- La banda de 70cm entre los 430 y 440 MHz, y con carácter secundario; es decir, deben compartir las frecuencias con otros servicios y no son prioritarios.
  - Esos otros servicios pueden ser por ejemplo transmisores de baja potencia para apertura de garajes, repetidoras hogareñas de televisión y dispositivos de comunicación de baja potencia.
- La banda de 23cm en 1200 MHz

### Telefonía móvil
Históricamente, las primeras frecuencias UHF utilizadas en telefonía móvil en Europa lo fueron alrededor de los 400MHz (sistema Radiocom 2000 en Francia, sistema NMT en Escandinavia).
Con la llegada de la norma internacional GSM, las frecuencias afectadas en UHF se sitúan alrededor de los 900 MHz.
La norma DCS18010 de telefonía móvil es similar a la GSM, sólo que la frecuencia es doble (1800 MHz). Por esa misma razón el alcance es algo inferior, pero también existe más espectro para los clientes y la denegación de conexión por falta de canales en zonas altamente pobladas es menos frecuente.
En las regiones 2 (América) y 3 (Asia y el Pacífico Sur) de la UIT, la norma GSM se llama PCS1900 y la frecuencia afectada es la de 1900 MHz.

### Identificación por RFID entre 860 y 960 megahercios
La identificación de productos utilizando la banda de frecuencia UHF entre 860 y 960 MHz no deja de ser el "bonsái" de las comunicaciones de radio porque se utilizan antenas de un grosor de micras y porque las potencias de emisión de los tags RFID no superan los 200μW. A continuación se muestra una tabla de referencia de las potencias de emisión para diversos dispositivos emisores de ondas electromagnéticas:
| Fuente Electromagnética | Potencia de Emisión |
| ----------------------- | ------------------- |
| Inlay o Tag RFID        | 10-200 μW           |
| Teléfono Móvil          | Inferior a 2 W      |
| Antena RFID             | 2 W                 |
| Estación Base GSM       | 10-50 W             |
| Radio FM                | 300 W               |
| Televisión UHF          | 500.000 W           |

En Europa la entidad reguladora de las frecuencias utilizadas por la tecnología RFID es el Instituto Europeo de Normas de Telecomunicaciones y la normativa oficial normalizada está descrita en la norma EN 302 208. En Europa hay dos bandas autorizadas, la banda Baja 865,6 a 867,6 MHz, con una potencia de emisión permitida de 2 vatios PRA, que es equivalente a 3,2 vatios PIRE y la banda Alta del 915 al 921 MHz con una potencia de emisión permitida de 4 vatios PRA.
En América, hay varias entidades que regulan las características de esta señal, entre ellas se encuentra la Comisión Federal de Comunicaciones de EE. UU., la CRTTC (Canadian Radio-television and Telecommunications Commission) de Canadá, la ANATEL (Agência Nacional de Telecomunicações) de Brasil, entre otras, las cuales tienen una normativa local, en la que se indica las bandas de uso en cada espacio en las que regulan, en donde la frecuencia más usada va del 902 al 928 MHz con una potencia de emisión permitida de 4 vatios PIRE. En algunos países esta banda se encuentra parcialmente autorizada para operar, siendo frecuentemente el uso del 915 - 928 MHz, dependiendo de las regulaciones, como en el caso del Perú.

## Características y ventajas
La transmisión punto a punto de ondas de radio se ve afectada por múltiples variables, como la humedad atmosférica, la corriente de partículas del Sol llamada viento solar, y la hora del día en que se lleve a efecto la transmisión de la señal. La energía de la onda de radio es parcialmente absorbida por la humedad atmosférica (moléculas de agua). La absorción atmosférica reduce o atenúa la intensidad de las señales de radio para grandes distancias. Los efectos de la atenuación aumentan de acuerdo a la frecuencia. Usualmente, las bandas de señales de UHF se degradan más por la humedad que bandas de menor frecuencia como la VHF. La capa de la atmósfera denominada ionosfera puede ser útil en las transmisiones a distancias largas de señales de radio con frecuencias más bajas (VHF, etc.).
La UHF puede ser de más provecho por el ducto troposférico donde la atmósfera se calienta y enfría durante el día. La principal ventaja de la transmisión UHF es la longitud de onda corta que es debido a la alta frecuencia. El tamaño del equipo de transmisión y recepción (particularmente antenas), está relacionado con el tamaño de la onda. En este caso microondas. Los equipos más pequeños, y menos aparatosos, se pueden usar con las bandas de alta frecuencia. La UHF es ampliamente usada en sistemas de transmisión y recepción para teléfonos inalámbricos. Las señales UHF viajan a través de trayectorias que son las líneas de vista. Las transmisiones generadas por radios de transmisión y recepción (transceptores) y teléfonos inalámbricos no viajan muy lejos como para interferir con otras transmisiones locales. Algunas comunicaciones públicas seguras y de negocios son tomadas en UHF. Las aplicaciones civiles como GMRS, PMR446, UHF CB, y los estándares WiFi 802.11b , 802.11g y 802.11n (los más habituales en Europa) son usos populares de frecuencias UHF.
Para propagar señales UHF a una distancia más allá de la línea de vista se usa un repetidor.